# Fritillaria pyrenaica
La meleagride dei Pirenei (Fritillaria pyrenaica L., 1753) è una pianta perenne monocotiledone appartenente alla famiglia delle Liliaceae.